# Panameriška cesta
Panameriška cesta je mreža cest, ki se razteza čez obe Ameriki in meri skupno dolžino približno 30.000 kilometrov. Razen odcepa približno 106 km čez mejo med severozahodno Kolumbijo in jugovzhodno Panamo, imenovanega Darienska vrzel, ceste povezujejo skoraj vse pacifiške obalne države Amerik v povezanem cestnem sistemu. Po Guinnessovi knjigi rekordov je Panameriška cesta najdaljša 'motorna cesta' na svetu. Po kopnem je mogoče prečkati Južno Ameriko in Srednjo Ameriko – zadnje mesto v Kolumbiji do prve postojanke v Panami – s težkim in nevarnim vsaj štiridnevnim pohodom skozi Dariensko vrzel, eno najbolj deževnih območij na planetu.
Panameriška cesta poteka skozi številna raznolika podnebja in ekološke tipe – od gostih džungel do sušnih puščav in nerodovitne tundre. Nekatera območja so popolnoma prehodna le v sušnem obdobju. Sistem panameriških cest je fizično večinoma dokončan in se de facto razteza od zaliva Prudhoe Bay na Aljaski v Severni Ameriki do najjužnejših delov Južne Amerike. Zahteva se več južnih cestnih terminalov, vključno z mestoma Puerto Montt in Quellón v Čilu ter Ushuaia v Argentini.
Zahodno in severno od Dariénske vrzeli je ta cesta znana tudi kot Medameriška cesta skozi Srednjo Ameriko in Mehiko. Tam se razcepi na več deviacij, ki vodijo do meje z Mehiko in ZDA.

## Koncept
Ideja, da bi lahko in morala obstajati medameriška cesta, ki bi povezovala narode Severne, Srednje in Južne Amerike, je ideja, ki izvira iz Združenih držav.
Gradili so ga po fazah. Prva, kmalu zatem, ko se je bilo mogoče čez ZDA voziti po asfaltirani cesti, je bila cesta od Lareda v Teksasu do Ciudad de Mexico. Druga etapa je bila Inter-American Highway do Paname; prej ni bilo cest in malo trgovine med večino srednjeameriških držav. Med Kostariko in Panamo ni bilo nobene ceste, dokler leta 1941 inženirska enota ameriške vojske zaradi dostopa do Panamskega prekopa ni začela graditi ceste.
Tretja etapa, ki še ni bila dokončana in morda nikoli ne bo, se nadaljuje do južnega konca Južne Amerike v narodnem parku Tierra del Fuego blizu Ushuaie v Argentini. Tako Panama kot Kolumbija, pa tudi okoljevarstveniki, nasprotujejo gradnji ceste skozi Dariénsko vrzel, ki ločuje obe celini.
Kubanski predlog, ki je danes pozabljen, ker iz njega ni bilo nič, je bil ustvariti circuito del Caribe (karibsko povezavo). Razširili bi cesto do Puerto Juáreza v Mehiki (Cancún) in od tam s trajektom do Pinar del Río na Kubi, od tam po cesti do Havane in ponovno s trajektom do Key Westa na Floridi in čezmorske ceste. Poslabšanje odnosov med Kubo in ZDA po kubanski revoluciji leta 1959 je končalo pogovore o tem projektu.

## Razvoj in gradnja
Koncept kopenske poti od enega konca Amerike do drugega je bil prvotno predlagan kot železnica. Leta 1884 je Ameriški kongres sprejel zakon z načrtom za izgradnjo medameriškega železniškega sistema. O tem so razpravljali na prvi vseameriški konferenci leta 1889; vendar se gradnja nikoli ni začela. Koncept je bil opuščen po neodvisnosti Paname leta 1903, ko so se začela dela na prekopu.
Koncept gradnje ceste namesto železnice se je pojavil na peti mednarodni konferenci ameriških držav leta 1923, potem ko so avtomobili in druga vozila začela nadomeščati železnice tako za prevoz potnikov kot blaga. Prva konferenca o gradnji ceste je bila 5. oktobra 1925.
Končno so 29. julija 1937, v zadnjih letih velike depresije, so Argentina, Bolivija, Čile, Kolumbija, Kostarika, Salvador, Gvatemala, Honduras, Mehika, Nikaragva, Panama, Peru, Kanada in ZDA podpisale konvencijo o panameriški cesti, s katero so se dogovorili, da bodo dosegli hitro gradnjo z vsemi ustreznimi sredstvi. Trinajst let kasneje, leta 1950, je Mehika postala prva latinskoameriška država, ki je dokončala svoj del ceste.
Čeprav je zamisel o Panameriški cesti nastala v Združenih državah in je posredno povezana z razcvetom ameriške avtomobilske industrije, pri signalizaciji ni bila označena nobena pot v Združenih državah (razen na Aljaski), še manj pa označena kot ameriški del Panameriške ceste. Vendar pa je I-25 označena kot Panameriška cesta v državah, kot sta Nova Mehika in Kolorado. Po navedbah zveznega ministrstva za promet je sistem meddržavnih cest odsek ceste Združenih držav. V Kanadi sploh ni označena. Velik del cest v Latinski Ameriki je na ameriško pobudo izrecno označen kot Panameriški (običajno Vía Panam ali Vía Panamericana).

## Udeleže države
Severna panameriška cesta poteka skozi devet držav, vključno s Srednjo Ameriko:
- Kanada (CANAMEX koridor neuradno)
- Združene države Amerike (Interstate Highway System uradno)
- Mehika
- Gvatemala
- Salvador
- Honduras
- Nikaragva
- Kostarika
- Panama

Južna panameriška cesta poteka skozi pet držav:
- Kolumbija
- Ekvador
- Peru
- Čile
- Argentina

Pomembne veje povezujejo tudi s štirimi drugimi južnoameriškimi državami:
- Bolivija
- Brazilija
- Paragvaj
- Urugvaj

## Severni del

### Aljaska in Kanada
Aljaška cesta skozi Aljasko, Yukon in Britansko Kolumbijo se običajno šteje za dejanski severni podaljšek Panameriške ceste, tako kot Dalton Highway na Aljaski. V Kanadi nobena cesta ni bila uradno označena kot Panameriška cesta. Nacionalni cestni sistem, ki vključuje, a ni omejen na transkanadsko cesto, je edini uradni medprovinčni cestni sistem v državi. Vendar je več kanadskih cest naravni podaljšek več ključnih ameriških cest, ki segajo do meje med Kanado in ZDA. Cesta Britanske Kolumbije 97 in cesta 2 do Alberte se začneta tam, kjer se konča južni konec ceste na Aljaski. Cesta 97 postane ameriška cesta 97 na meji med Kanado in ZDA. Cesta Britanske Kolumbije 99 zagotavlja alternativno pot od ceste 97 severno od Cache Creeka; teče skozi Whistler in Vancouver, preden se konča na kanadsko-ameriški meji na severnem koncu Interstate 5 v zvezni državi Washington, začetek uradne vseameriške poti južno od Britanske Kolumbije. Medtem poteka cesta Alberta 2 proti jugu in vzhodu do ceste Alberta 3, ki vodi v Lethbridge, nato pa proti jugu po cesti Alberta 4 do meje med Kanado in ZDA, kjer postane Interstate 15 v Montani. To je prvi uradni odsek Panameriške ceste južno od Alberte, ki sta tudi del koridorja CANAMEX.

### Nadaljevanje v Združenih državah Amerike
Leta 1966 je ameriška zvezna uprava za ceste določila celoten meddržavni cestni sistem kot del pan-ameriškega cestnega sistema, vendar to ni bilo izraženo v nobeni uradni meddržavni signalizaciji. Med številnimi cestami, ki sestavljajo ta zelo obsežen sistem, jih je nekaj opaznih zaradi svoje pretežno usmerjenosti sever–jug in povezav z glavno mehiško potjo in njenimi odcepi ter s ključnimi potmi v Kanadi, ki se povezujejo s cestami Aljaske.
Ceste so naslednje:
- Interstate 5 poteka severno od San Diega v Kaliforniji do mesta Blaine v Washingtonu, nato pa se posredno poveže s cesto Britanske Kolumbije 99 severno od meje med Kanado in ZDA. Tehnično neposredno povezavo med isto meddržavno cesto in ameriškim sistemom Route 97 je mogoče najti v bližini Weeda v Kaliforniji. Ameriška cesta 97 teče od tega križišča proti severovzhodu in nato proti severu skozi Oregon in Washington ter na meji s Kanado postane cesta BC 97.
- Interstate 15 povezuje San Diego s cesto Alberta 2, ki na koncu prečka Britansko Kolumbijo in se konča na južnem koncu ceste Alaska. Interstate 8 zagotavlja povezavo vzhod–zahod od San Diega do Interstate 10 blizu Phoenixa v Arizoni. Slednja se nadaljuje do Tucsona in se povezuje z Interstate 19, ki postane odcep Panameriške ceste skozi Mehiko na mejnem prehodu Nogales.
- Interstate 25 poteka severno od Interstate 10 v Las Cruces, Nova Mehika, do Interstate 90 v Wyomingu. Ta pot nima neposrednega podaljška v Kanado, temveč je posredno povezana z meddržavno cesto 15. Cesta 25 v Albuquerqueju v Novi Mehiki je bila imenovana Pan-ameriška cesta[11]:248 kot podaljšek ceste 45, mehiške odcepa, ki povezuje El Paso z prvotna pot ob cesti 85 severno od Ciudad de Mexico.[12] Ta del I-25 v veliki meri sledi zgodovinskemu Camino Realu in tako služi kulturno pomembnemu delu panameriškega sistema. Tako kot I-15 je celotna pot Interstate 25 uradno nadaljevanje proti severu proti Alberti, kjer Highway 2 zagotavlja neposredno, a neuradno kanadsko povezavo s cesto Alaska.
- Interstate 35 je severno nadaljevanje prvotne Panameriške ceste, ki sledi mehiški zvezni cesti 85. Razteza se od Lareda v Teksasu do meje med Kanado in ZDA severno od Dulutha v Minnesoti, z odcepom Interstate 29, ki vodi dlje proti zahodu proti Winnipeg, Manitoba. Odsek Interstate 35 v San Antoniu v Teksasu domačini imenujejo Pan Am Expressway. I-35 je severno nadaljevanje mehiške ceste 85, prvotne uradne mehiške poti, ki se konča v Duluthu v Minnesoti, kjer se državna cesta Minnesote 61 nadaljuje do kanadsko-ameriške meje blizu Thunder Baya v Ontariu. Transkanadska cesta zagotavlja povezavo od Winnipega in Thunder Baya do Alberte in Aljaske, vendar uradno ni del Panameriške ceste.
- Dodatna pot, ki je le delno dokončana, je Interstate 69, ki bo sčasoma potekala severovzhodno od istega mejnega prehoda Laredo do koridorja Windsor-Quebec City v Kanadi, kjer pot postane neuradna.

### Sorodne severnoameriške ceste
Več severnoameriških poti ima imena, ki se neposredno ne nanašajo na Panameriško cesto, deloma zato, ker nekateri odseki sledijo cestam, ki ne ustrezajo standardom polne avtoceste.
- Koridor CANAMEX poteka od Ciudad de Mexico do zahodnih Združenih držav od Arizone do Montane[13] in se nadaljuje proti severu v zahodno Kanado. Čeprav nima uradnega statusa Panameriške ceste v Kanadi, je to edina uradna severnoameriška cesta, ki poteka skozi Kanado, ZDA in Mehiko ter povezuje Aljaško cesto s Panameriško cesto v Ciudad de Mexicu. Za razliko od ustreznih panameriških poti na jugozahodu Amerike, cesta Canamex obide San Diego z uporabo več nemeddržavnih cest, da zagotovi bližnjico od I-15 v Las Vegasu, Nevada do I-10 v Phoenixu, Arizona za promet, ki dostopa do I-15 od mejnega prehoda Nogales.
- Cesta CanAm sledi cesti Interstate 25 od El Pasa do ameriške ceste 85 severno od Denverja v Koloradu, nato pa se nadaljuje v kanadsko provinco Saskatchewan in sledi delom provincialnih cest 35, 39, 6, 3 in 2 zaporedoma, preden se konča pri La Rongeu. Ta pot je bila prvič predlagana v 1920-ih, vendar ni bila nikoli ustrezno promovirana ali razvita. Odsek CanAm v južnem Saskatchewanu se je poslabšal do te mere, da ni več asfaltirana cesta.[14]
- Oznaka NAFTA Superhighway je bila neuradno uporabljena v povezavi z meddržavno cesto 35 od Lareda v Teksasu do kanadske meje; tam se zniža na pot brez ceste, ki se konča v Thunder Bayu v Ontariu. Odcep sledi Interstate 29 do meje, kjer se tudi zniža na glavno cesto, ki se razteza do Winnipega v Manitobi. Cesta NAFTA včasih neuradno vključuje Interstate 69, ki je večinoma dokončana od zahodnega Kentuckyja do kanadsko-ameriške meje v Port Huronu v Michiganu. V Kanadi se cesta Ontario 402 in druge ceste v koridorju Windsor-Quebec lahko štejejo za severovzhodni podaljšek te različice superhitre ceste NAFTA. Na jugozahodu, od zahodnega Kentuckyja do mehiške meje, še ni dokončana nobena cesta. Do dokončanja I-69 glavne cestne povezave z Mehiko sledijo delom ameriških poti 45 in 51 od Kentuckyja do zahodnega Tennesseeja, I-155 do Missourija, delom meddržavnih cest 55 in 40 od Missourija do Arkansasa in I-30 do Teksaški odsek I-35, ki se nadaljuje do mehiške meje pri Laredu v Teksasu. Odsek I-69, ki naj bi bil dokončan južno od Kentuckyja, naj bi se sčasoma nadaljeval proti jugozahodu do obale Teksaškega zaliva. Imel bo odcep, ki se bo povezoval s prvotno Panameriško potjo skozi Mehiko do Lareda, in dodatne veje, ki segajo do mehiških odcepov, ki prečkajo mejo pri Pharru v Teksasu in Brownsvillu v Teksasu.

### Mehika
Uradna pot Panameriške ceste skozi Mehiko (kjer je znana kot Medameriška cesta) se začne v kraju Nuevo Laredo v Tamaulipasu (nasproti Lareda v Teksasu) in gre proti jugu do Ciudad de Mexico po mehiški zvezni cesti 85. Kasneje so bili odcepi do meje zgrajeni takole:
- Nogales spur – mehiška zvezna cesta 15 iz Ciudad de Mexica
- El Paso spur – mehiška zvezna cesta 45 od ceste 85 severno od  Ciudad de Mexico do Ciudad Juáreza, Chihuahua
- Eagle Pass spur – neznano, verjetno mehiška zvezna cesta 57 od  Ciudad de Mexico do Piedras Negras, Coahuila
- Pharr spur – mehiška zvezna cesta 40 od Monterreya do Reynosa, Tamaulipas
- Brownsville spur – mehiška zvezna cesta 101 od Ciudad Victoria do Matamorosa, Tamaulipas

Od  Ciudad de Mexico do meje z Gvatemalo cesta sledi mehiški zvezni cesti 190. Na uvodni cestni dirki Carrera Panamericana, ki jo je organizirala mehiška vlada, naj bi bila končna postaja te južne poti Ciudad Cuauhtémoc v Chiapasu na gvatemalski meji.

### Srednja Amerika
Panameriška (ali medameriška) cesta poteka skozi srednjeameriške države z oznako ceste CA-1 (Central American Highway 1). Belize je bil menda nekoč vključen v pot, potem ko je prešel na vožnjo po desni. Pred osamosvojitvijo je bila kot britanski Honduras edina srednjeameriška država, ki je vozila po levi strani ceste.

#### Gvatemala
V Gvatemali poteka skozi 10 departmajev, vključno z departmajem Gvatemala, kjer poteka skozi Guatemala City.

#### Salvador in Honduras
V Salvadorju poteka skozi mesta Santa Ana, Santa Tecla, Antiguo Cuscatlán, San Salvador, San Martín, San Miguel in prečka mejo s Hondurasom pri Amatillu in prečka Choluteco.

#### Nikaragva
Iz Hondurasa preide v Nikaragvo pri El Espinu, skozi nikaragovska mesta Somoto, Estelí, Sebaco, Managua, Jinotepe in Rivas, preden vstopi v Kostariko pri Peñas Blancas.

#### Kostarika
V Kostariki je Panameriška cesta znana kot Carretera Interamericana (medameriška cesta) in je sestavljena iz dveh segmentov Carretera Interamericana Norte (cesta 1) in Carretera Interamericana Sur (cesta 2).
Pot poteka skozi Liberijo, San José, Cartago, Pérez Zeledón, Palmares, Neily, preden prečka v Panamo pri Paso Canoasu.
Najvišja točka celotne Panameriške ceste je na Cerro de la Muerte (Hrib smrti) v segmentu Carretera Interamericana Sur, na 3335 m.
Alternativna pot, ki jo uporabljajo avtobusi in tovorni promet, ki se izogne prečkanju širšega metropolitanskega območja in Cerro de la Muerte, je po cesti 23 v kantonu Puntarenas s ceste 1, nato po cesti 27 in poti 34 ter po cesti 2 v Osa kanton.

#### Panama
V Panami prečka Panamski prekop preko mostu Puente Centenario, cesta pa se konča pri Yavizi, na robu Dariénske vrzeli: zdaj se podaljšuje za 6 km do Pinogane, ki bo vključeval most čez reko Chucunaque. Cesta se je prej končala v Cañiti v Panami, 180 km severno od njenega sedanjega konca. Financiranje vlade Združenih držav je bilo še posebej pomembno za dokončanje visokega mostu Amerik čez Panamski prekop v letih, ko so prekop upravljale Združene države.

### Dariénska vrzel
Panameriško cesto med Panamo in Kolumbijo prekinja 106 km dolg odsek močvirja, znan kot Darienska vrzel. Cesta se konča pri Turbo v Kolumbiji in Yavizi v Panami. Zaradi močvirij, barij in rek bi bila gradnja zelo draga. Čezenj se da prehoditi peš, vendar je zelo težko in zelo nevarno.
Že desetletja so si prizadevali odpraviti vrzel na Panameriški cesti, vendar so bilo sporno. Načrtovanje se je začelo leta 1971 s pomočjo financiranja Združenih držav, vendar je bilo to leta 1974 ustavljeno zaradi skrbi okoljevarstvenikov. Naslednja prizadevanja za izgradnjo ceste so se začela leta 1992, vendar je leta 1994 agencija Združenih narodov poročala, da bosta cesta in poznejši razvoj povzročila veliko okoljsko škodo. Embera-Wounaan in Kuna sta tudi izrazila zaskrbljenost, da bi lahko cesta povzročila morebitno erozijo njihovih kultur.
Dariénska vrzel že vrsto let izziva pustolovce. Ekspedicija iz leta 1962 s tremi avtomobili Chevrolet Corvair z motorjem zadaj in dvema tovornjakoma je zaključila pot proti jugu od Chicaga do kolumbijske meje. Britanska ekspedicija v letih 1971–1972 od Aljaske do Argentine je poskušala prevoziti vrzel z dvema standardnima proizvodnima Range Roverjema, ki ju je podpirala ekipa Land Roverjev. Komaj jim je uspelo prebiti prehod po skrajnem terenu. Leta 1979 je ekipa pod vodstvom Marka Smitha vozila standardne serijske jeepe modela CJ7 od juga do severa in s težavo prečkala vrzel. Leta 1984 sta Loren in Patty Upton opravila prvo »povsem kopensko« vozilo, ki je prečkalo vrzel z uporabo jeepa CJ-5 iz leta 1966, imenovanega Sand Ship Discovery. Potrebovali so 741 dni prebijanja, vitlanja, sekanja in kopanja skozi negostoljubno džunglo Dariénske vrzeli.
V 21. stoletju se številni obupani Haitijci in Venezuelci odpravijo proti severu proti mehiško-ameriški meji, prečkajo vrzel peš in poročajo o groznih razmerah.
Ena od predlaganih možnosti za premostitev vrzeli je kratka trajektna povezava od Kolumbije do novega trajektnega pristanišča v Panami z razširitvijo obstoječe panamske ceste, ki bi dokončala cesto, ne da bi pri tem kršila te okoljske vidike. Vendar so se pretekli poskusi upravljanja takšne storitve končali neuspešno.

## Južni del

### Kolumbija in Venezuela
Južni del ceste se začne v mestu Turbo v Kolumbiji, od koder sledi kolumbijski cesti 62 do Medellína. Pri Medellínu vodi Colombia Highway 56 do Bogote, Colombia Highway 25 pa zavije proti jugu za bolj neposredno pot. Kolumbijska cesta 40 je speljana jugozahodno od Bogote, da se priključi na cesto 25 pri Zarzalu. Cesta 25 se nadaljuje vse do meje z Ekvadorjem.
Druga pot, znana kot cesta Simóna Bolívarja, poteka od Bogote (Kolumbija) do La Guaire (Venezuela). Začne se z uporabo kolumbijskih cest 55 in 66 vse do meje z Venezuelo. Od tam uporablja venezuelsko cesto 1 do Caracasa in venezuelsko cesto 9 do konca v La Guairi.

### Peru, Ekvador in Čile
Ekvadorska cesta 35 poteka po celotni dolžini države. Perujska cesta 1 vodi Panameriško cesto skozi Peru do meje s Čilom.
V Čilu cesta sledi čilski poti 5 proti jugu do (Llaillay), točke severno od Santiaga, kjer se cesta razcepi na dva dela, od katerih eden poteka skozi čilsko ozemlje do Puerto Montta, kjer se ponovno razcepi, do Quellóna na otoku Chiloé in na njeno nadaljevanje kot Carretera Austral. Drugi del gre proti vzhodu po čilski cesti 60, ki gre skozi Ande do predora Kristusa Odrešenika znotraj prelaza Los Libertadores. Čilensko-argentinska meja je na sredini predora.

### Argentina in Paragvaj
V Argentini se argentinska nacionalna cesta 7 začne v predoru Kristusa Odrešenika in nadaljuje do Buenos Airesa, konca glavne avtoceste. Cestno omrežje se nadaljuje tudi južno od Buenos Airesa vzdolž argentinske državne ceste 3 proti mestu Ushuaia na Ognjeni zemlji. Druga veja, od Buenos Airesa do Asuncióna v Paragvaju, vodi iz Buenos Airesa po argentinski nacionalni cesti 9. Preklopi na argentinsko državno pot 11 pri Rosariu, ki prečka mejo s Paragvajem prav pri Asunciónu. Druge veje verjetno obstajajo po središču Južne Amerike.

### Brazilija in Urugvaj
Nadaljevanje Panameriške ceste do brazilskih mest São Paulo in Rio de Janeiro uporablja trajekt od Buenos Airesa do Colonije v Urugvaju in Urugvajske ceste 1 do Montevidea. Urugvajska cesta 9 in brazilska cesta 471 vodita do bližine mesta Pelotas, od koder vodi brazilska cesta 116 do brazilskih glavnih mest.

### Gvajana, Surinam in Francoska Gvajana
Cesta nima uradnih odsekov do Belizeja, Gvajane, Surinama (tam znana v nizozemščini: Pan-Amerikaanse weg) in Francoske Gvajane, niti do katere koli otoške države v Ameriki. Vendar se ceste iz Venezuele povezujejo z brazilsko transamazonsko cesto, ki zagotavlja jugozahodni vhod v Gvajano, pot do obale in sledi obalni poti skozi Surinam do Francoske Gvajane.

## Odsek West Indies
Razpravljali so o načrtih za vključitev Zahodne Indije v sistem panameriških cest. V skladu s tem bi vzpostavili trajektni sistem za povezovanje terminalnih točk ceste. Popotniki bi se nato lahko s trajektom odpravili iz Key Westa v Havano, se odpeljali do vzhodnega konca Kube, s trajektom do Haitija, vozili skozi Haiti in Dominikansko republiko ter ponovno s trajektom v Portoriko. V ta sistem bi bil vključen tudi trajekt od zahodnega konca Kube do polotoka Jukatan. Mehika je že raziskala pot, ki bi potekala čez Jukatan, Campeche in Chiapas do San Cristobala de Las Casas na Panameriški cesti. (The Pan American Highway System od Travel Division Pan American Union, Washington D.C. oktober 1947)

## Umetnost in kultura
Potopisec Tim Cahill je napisal knjigo Road Fever o svoji rekordni 24-dnevni vožnji od Ushuaie v argentinski provinci Tierra del Fuego do Prudhoe Baya v ameriški zvezni državi Aljaska s profesionalnim voznikom na dolge razdalje Garryjem Sowerbyjem, večino njune pot po Panameriški cesti.
V britanski avtomobilistični oddaji Top Gear so se voditelji na odseku ceste zapeljali s svojimi terenskimi vozili v bolivijski specialki.
Leta 2003 je Kevin Sanders, kolesar na dolge proge, podrl Guinnessov svetovni rekord za najhitrejše prečkanje ceste z motorjem v 34 dneh.
Leta 2018 je britanski kolesar Dean Stott, ki je načrtoval, da bo v 110 dneh prekolesaril Ameriko in postavil nov Guinnessov svetovni rekord, v nekaj manj kot 100 dneh opravil 22.500 km dolgo pot od juga do severa, kar je za 17 dni podrlo rekord, ki ga je leta 2015 postavil Mehičan Carlos Santamaría Covarrubias. Stott je bil navdihnjen, da je pomaknil urnik, potem ko je izvedel, da sta bila on in njegova žena povabljena na kraljevo poroko, in da bi dogodek zamudil, če bi se držal svojega prvotnega urnika. Stottov rekord je trajal le nekaj mesecev, saj je avstrijski vzdržljivostni kolesar Michael Strasser, ki je vozil od severa proti jugu, podrl rekord s časom 84 dni, 11 ur in 50 minut (23. julij – 16. oktober 2018).

## Galerija
- Severni konec Panameriške ceste pri mestu Deadhorse na Aljaski v ZDA
- Interstate 25 (Panameriška cesta), ki se približuje križišču Big I v Albuquerqueju, Nova Mehika, ZDA
- Panameriška cesta skozi San Martin v Salvadorju
- Še en pogled na Panameriško cesto v Salvadorju
- Panameriška cesta v Salvadorju med Lurdom in Santa Ano; ta raven 1,5 km dolg ravni odsek se lahko uporablja kot vzletišče in je bil uporabljen med državljansko vojno v Salvadorju.
- Panameriška cesta v Guanacasteju v Kostariki (gre proti meji z Nikaragvo, še vedno veliko kilometrov stran)
- Panameriška cesta v Tres Riosu v Kostariki, tik pred cestninsko postajo (še približno 337 km do panamske meje).
- Panameriška cesta na meji Kostarike in Paname
- Panamericana v Pichinchi, Ekvador, blizu Cashapambe
- Panamericana - severni Peru blizu Pacasmaya
- Panamericana blizu Puerto De Lomas, Peru
- Panamericana v puščavi Atacama na severu Čila
- Chevy Suburban je prevozil celotno Panameriško cesto. Patagonija, Čile.
- Panamericana v Cordillera de los Andes, južni Ekvador, blizu Catacocha, 2500 m nadmorske višine.
- Nacionalna cesta 7—Panameriška cesta v Junínu, Buenos Aires, Argentina